# Pleurtuit
Pleurtuit (bret. Pleurestud) – miejscowość i gmina we Francji, w regionie Bretania, w departamencie Ille-et-Vilaine.
Według danych na rok 1990 gminę zamieszkiwało 4428 osób, a gęstość zaludnienia wynosiła 149 osób/km² (wśród 1269 gmin Bretanii Pleurtuit plasuje się na 104. miejscu pod względem liczby ludności, natomiast pod względem powierzchni na miejscu 282.).